# Rosulabryum capillare
Rosulabryum capillare är en bladmossart som beskrevs av Magnus Spence 1996. Rosulabryum capillare ingår i släktet Rosulabryum och familjen Bryaceae. Inga underarter finns listade i Catalogue of Life.